# NGC 7347
NGC 7347 (другие обозначения — PGC 69443, UGC 12136, MCG 2-57-9, ZWG 429.19, KUG 2237+107, IRAS22374+1045) — спиральная галактика (Sc) в созвездии Пегас.
Этот объект входит в число перечисленных в оригинальной редакции «Нового общего каталога».